# Kreditsachverständiger
Ein Kreditsachverständiger beschäftigt sich mit der Analyse von Zahlungsströmen bei Kreditangelegenheiten, der Analyse der Verhältnismäßigkeit von Zahlungsfähigkeit und Zahlungsverpflichtung bei Bürgschaften sowie der Analyse der Allgemeinen Geschäftsbedingungen von Banken und Sparkassen. Einen besonderen Schwerpunkt bildet hier die Analyse von Forderungsabrechnungen, da es im Zuge der Schuldrechtsreform 2001 und den damit verbundenen Überleitungsgesetzen zur Regelung von Altfällen zu erheblichen Fehlberechnungen kommen kann.
Die Bezeichnung als Kreditsachverständiger ist in Deutschland nicht gesetzlich geschützt. Aktuell (12/2015) gibt es in Deutschland keinen öffentlich-rechtlich bestellten und vereidigten Kreditsachverständigen, hingegen etwa 15 Freie Kreditsachverständige – davon sind einige als "Sachverständige für Kreditwesen" zertifiziert nach DIN EN ISO/IEC 17024. Die Tätigkeit als Kreditsachverständiger setzt eine langjährige Arbeit im Bereich des Kreditwesens voraus.

## Aufgaben
Zu den Aufgaben eines Kreditsachverständigen gehört insbesondere die Überprüfung von:
- Vorfälligkeitsentschädigungen > siehe auch Hypothekendarlehen
- Die Schadensermittlung in Streitfällen
- Die Überprüfung der Angemessenheit der Zinshöhe bei Zinsberechnungen
- Die Überprüfung der Angemessenheit von Forderungsabrechnungen
- Die Erstellung von Kreditgutachten unter Berücksichtigung der laufenden Rechtsprechung
- Die Ermittlung einer Nutzungsentschädigung bei zu hoch festgestellter Zinsberechnung

## Parteigutachten bzw. Privatgutachten
Als Parteigutachten bzw. Privatgutachten werden Gutachten bezeichnet, die von einer der streitbefangenen Parteien beauftragt werden. Im Gegensatz zum Gerichtsgutachten, welches vom Gericht beim Sachverständigen beauftragt wird. Gemäß der Rechtsprechung der OLG Nürnberg (Az. 4 W 3836/00) und OLG Celle (Az. 3 U 3/06) „sind die Kosten eines vorprozessual eingeholten Privatgutachtens erstattungsfähig, wenn es aus Sicht der Partei notwendig war, um eine ausreichende Grundlage für die beabsichtigte Rechtsverfolgung zu schaffen.“